# Joseph-Delphis Desrosiers
Joseph-Delphis Desrosiers OMI (* 23. Februar 1906 in Embrun, Kanada; † 22. September 1989; nach anderen Angaben Joseph Delphis Des Rosiers) war ein Bischof des Bistums Maseru und des Bistums Qacha’s Nek.

## Leben
1930 wurde Desrosiers zum Priester geweiht, 1932 kam er nach Basutoland, wo er 1942 die Leitung des Mazenod Institute übernahm. 1948 ernannte man ihn zum Titularbischof von Pachnemunis und Bischofsvikar des Bistums Maseru. Am 11. Januar 1951 wurde er zum Bischof von Maseru im damaligen Basutoland ernannt.
Die Bischofsweihe spendete ihm Bischof Joseph Gotthardt OMI; Mitkonsekratoren waren Herman Joseph Meysing OMI, Erzbischof von Bloemfontein, und Johannes Baptist Lück SCI, Bischof von Aliwal. 1961 wechselte er in das neugeschaffene Bistum Qacha’s Nek, wo er 1981 emeritiert wurde. Des Rosiers starb 1989.
Während seiner Amtszeit in Maseru baute er katholische Schulen aus und trieb die Ausbildung einheimischer Geistlicher voran. Er gehörte zu den katholischen Amtsträgern, die zusammen mit der Basotho National Party den panafrikanischen Basutoland African Congress bekämpften. Unter anderem schrieb Desrosiers zahlreiche Artikel im Kirchenblatt Moeletsi, in denen er vor dem „Kommunismus“ des BAC warnte.